# Lanius isabellinus
L'averla isabellina (Lanius isabellinus Hemprich & Ehrenberg, 1833) è un uccello passeriforme della famiglia dei Laniidi.

## Etimologia
Il nome scientifico della specie, isabellinus, deriva dal latino e significa "di color isabella", in riferimento alla colorazione di questi uccelli.

## Descrizione

### Dimensioni
Misura 16,5-18 cm di lunghezza, per un peso di 26-33,5 g.

### Aspetto
Le dimensioni e l'aspetto di questa specie non si discostano molto da quelli delle altre averle.

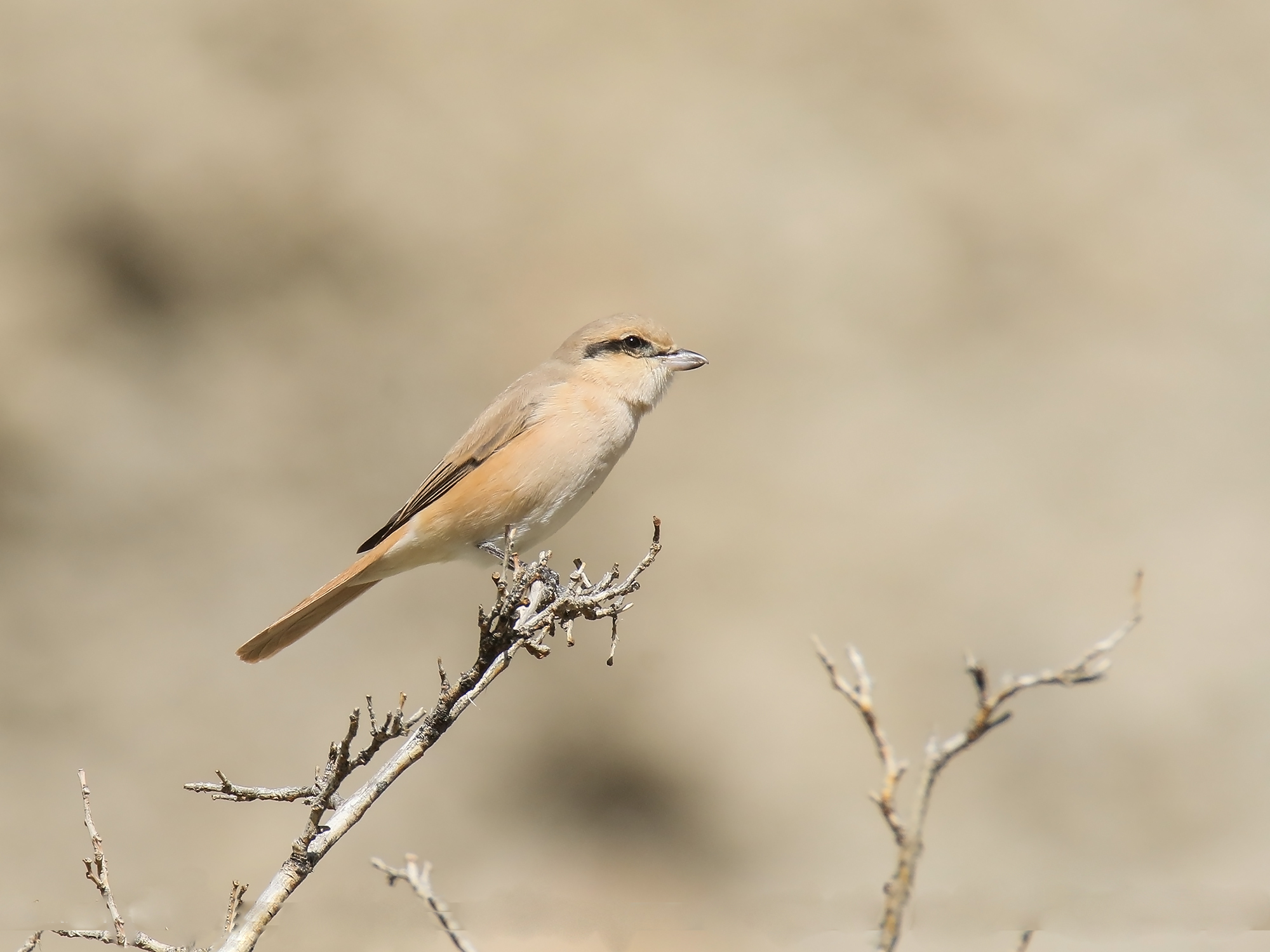
Maschio nella valle di Gojal.

Il maschio adulto presenta le parti superiori, dalla testa al groppone, di colore dal beige chiaro al sabbia chiaro, con spesso una sfumatura più chiara sulla testa e sul groppone. La parte bassa del groppone, le sotto-caudali e la coda sono rosse come nel codirosso. Le ali sono di colore marrone scuro, con i bordi delle remiganti e delle copritrici beige chiaro, più o meno visibili a seconda dell'usura del piumaggio. La base bianca delle primarie forma una macchia bianca in mezzo all'ala, dietro le copritrici primarie. Una striscia nera passante attraverso l'occhio, di colore scuro, che contrasta nettamente con lo sfondo chiaro, segna i lati della testa. La striscia è sormontata da un sopracciglio chiaro, poco marcato o pressoché indistinguibile. Il becco è nero. Le parti inferiori sono color crema-rossastro, con i fianchi nettamente spruzzati di ruggine. Le zampe sono marrone scuro.

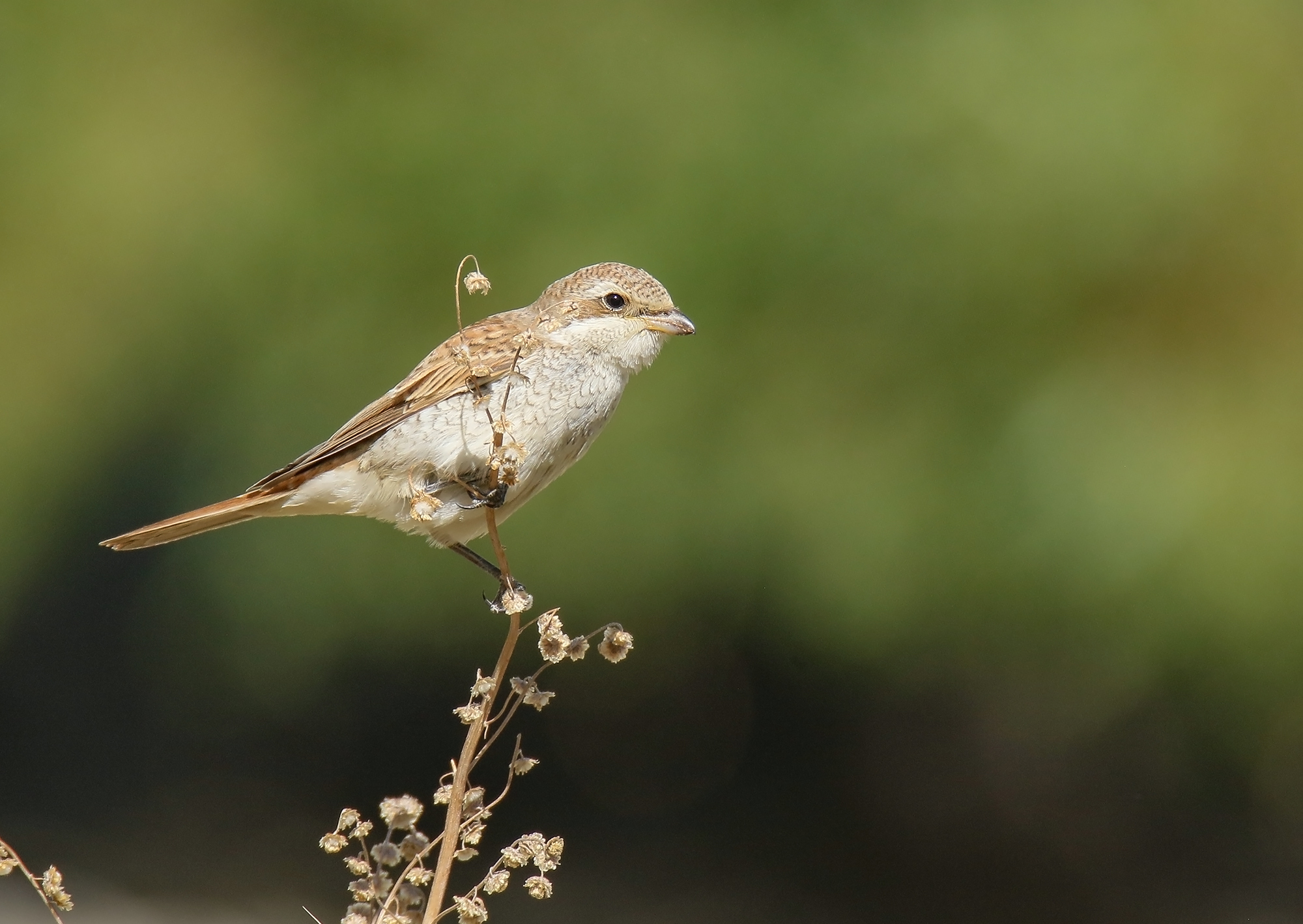
Femmina nel Gilgit-Baltistan.

La femmina adulta somiglia al maschio, ma presenta colori del piumaggio meno pronunciati e meno contrastanti. Per esempio, la striscia sopra l'occhio è marrone, non nera, e molto meno definita. La base del becco è di colore roseo. La macchia bianca delle primarie è meno evidente e talvolta impercettibile. Le zampe sono di un marrone più chiaro. Infine, si possono distinguere alcuni deboli bordi scuri sulle copritrici dei lati del petto e dei fianchi che rompono l'uniformità del piumaggio ventrale.
Il giovane si distingue facilmente dagli adulti per l'aspetto squamoso o vermicolato del piumaggio, sia sopra che sotto, che presenta inoltre colori più caldi di quelli dell'adulto. Il disegno delle copritrici alari con un bordo bicolore, marrone e crema, è particolarmente evidente. La coda è rossa, con l'estremità brunastra. Il becco è leggermente rosa alla base. L'immatura del primo inverno presenta reminescenze di questo piumaggio. Gli immaturi delle specie L. isabellinus e L. phoenicuroides sono molto simili tra loro, ed è molto difficile distinguerli.

## Biologia

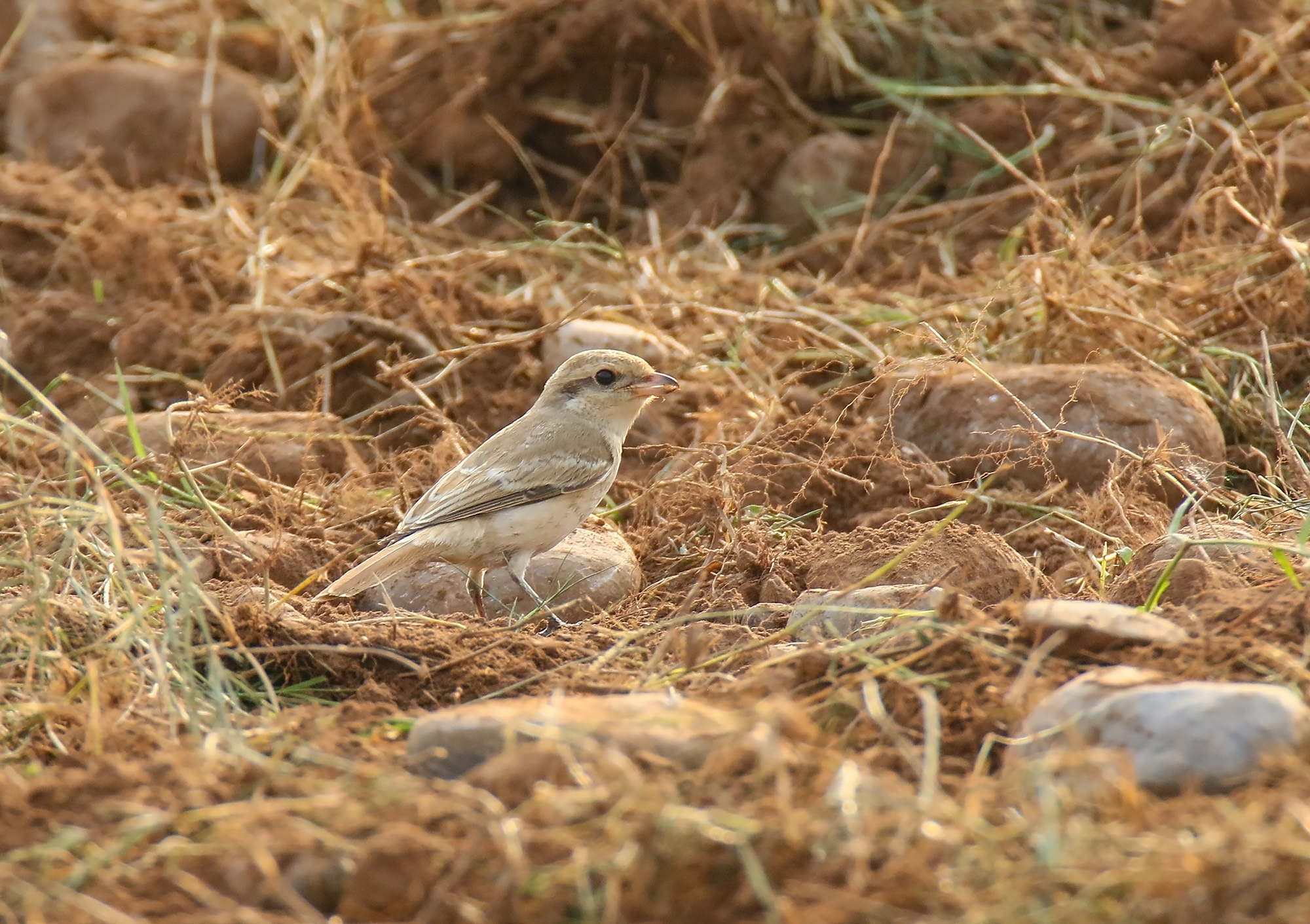
Esemplare al suolo nei pressi di Islamabad.

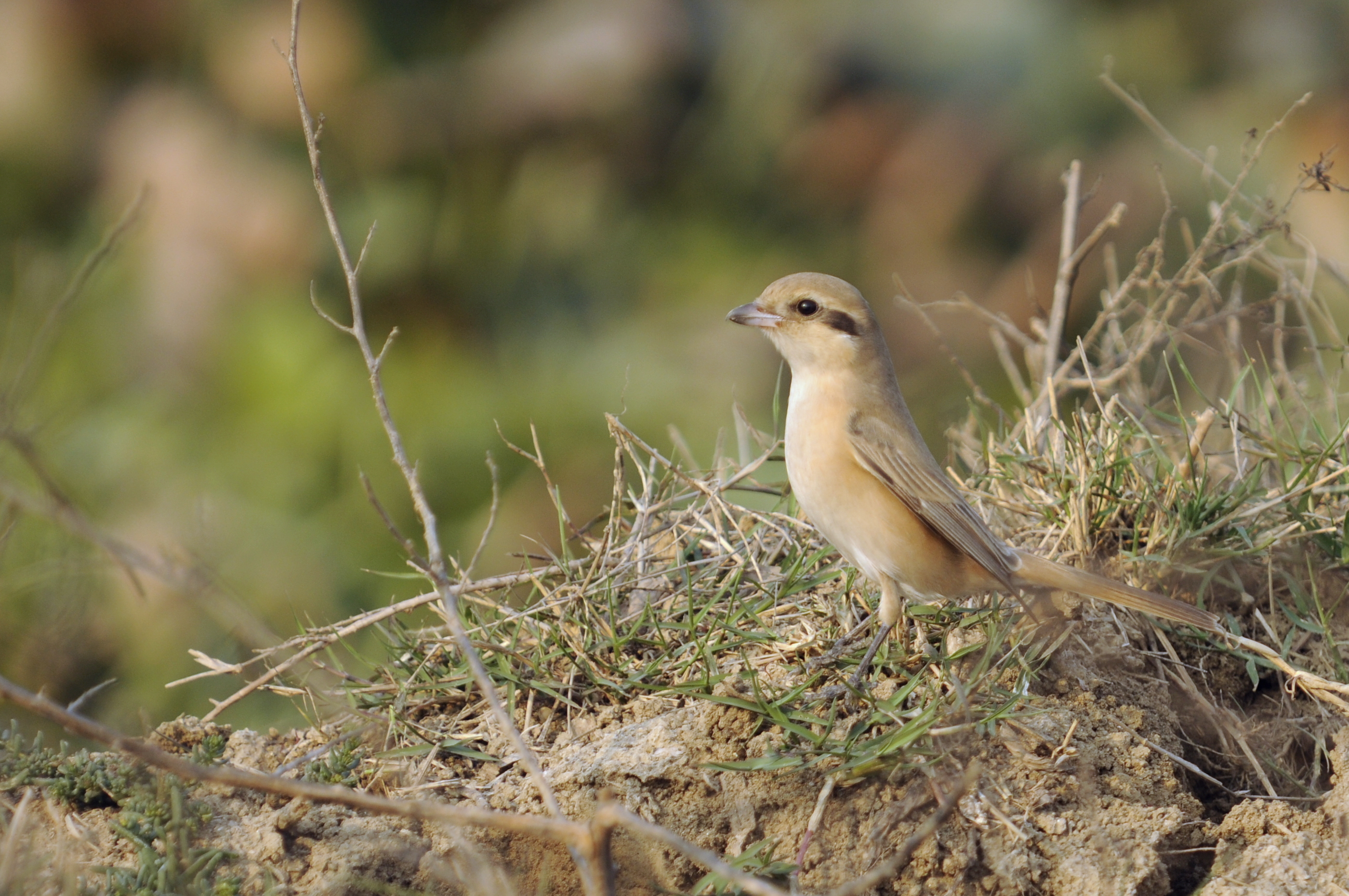
Esemplare al suolo nei pressi di Gurgaon.

Al di fuori della stagione riproduttiva, l'averla isabella viene avvistata quasi sempre da sola. Sta posata sulla sommità dei cespugli e rispetto all'averla piccola tende più spesso a muovere la coda su e giù. Dopo aver catturato una preda, l'averla isabellina fa ritorno al suo posatoio per consumarla o per immagazzinarla e mangiarla in seguito. Per fare questo utilizza la stessa tecnica impiegata dalla maggior parte delle altre specie di averla. Essa impala le vittime in sovrannumero su una spina, un filo spinato o un qualsiasi elemento appuntito in grado di sostenere il peso e di fungere da «dispensa».
Il canto è molto simile a quello dell'averla piccola. È costituito da un cinguettio incoerente e poco sonoro, che comprende talvolta delle note raschiate e delle sillabe melodiose, e addirittura imitazioni di altre specie. Ricorda molto quello di una cannaiola o di un canapino. Tra i numerosi uccelli che vengono imitati c'è la cannaiola beccogrosso (Iduna aedon), dal canto flautato. L'averla isabellina canta spesso nei suoi quartieri invernali. Il grido di possesso del territorio emesso dal maschio agli inizi della stagione riproduttiva risuona come quello dell'averla piccola. È un tjien sonoro di tonalità elevata. Viene emesso anche un tche tche tche tche... d'allarme.
La specie è una migratrice su lunghe distanze, come ben dimostrano le lunghe ali e l'abilità nel volo. Le sue migrazioni sono notturne.

### Alimentazione
La dieta dell'averla isabellina è prevalentemente insettivora. Consuma in particolare coleotteri, ortotteri (cavallette, grilli) e lepidotteri (farfalle). Se ne ha l'occasione consuma anche ragni e chiocciole. Localizza la preda da un posatoio che le consente una buona vista dei dintorni. Da lì, si lascia planare in volo sulla preda, che viene generalmente ghermita con il becco dal terreno. Insegue inoltre in volo gli insetti volanti e attacca, più raramente, piccoli passeracei.

### Riproduzione

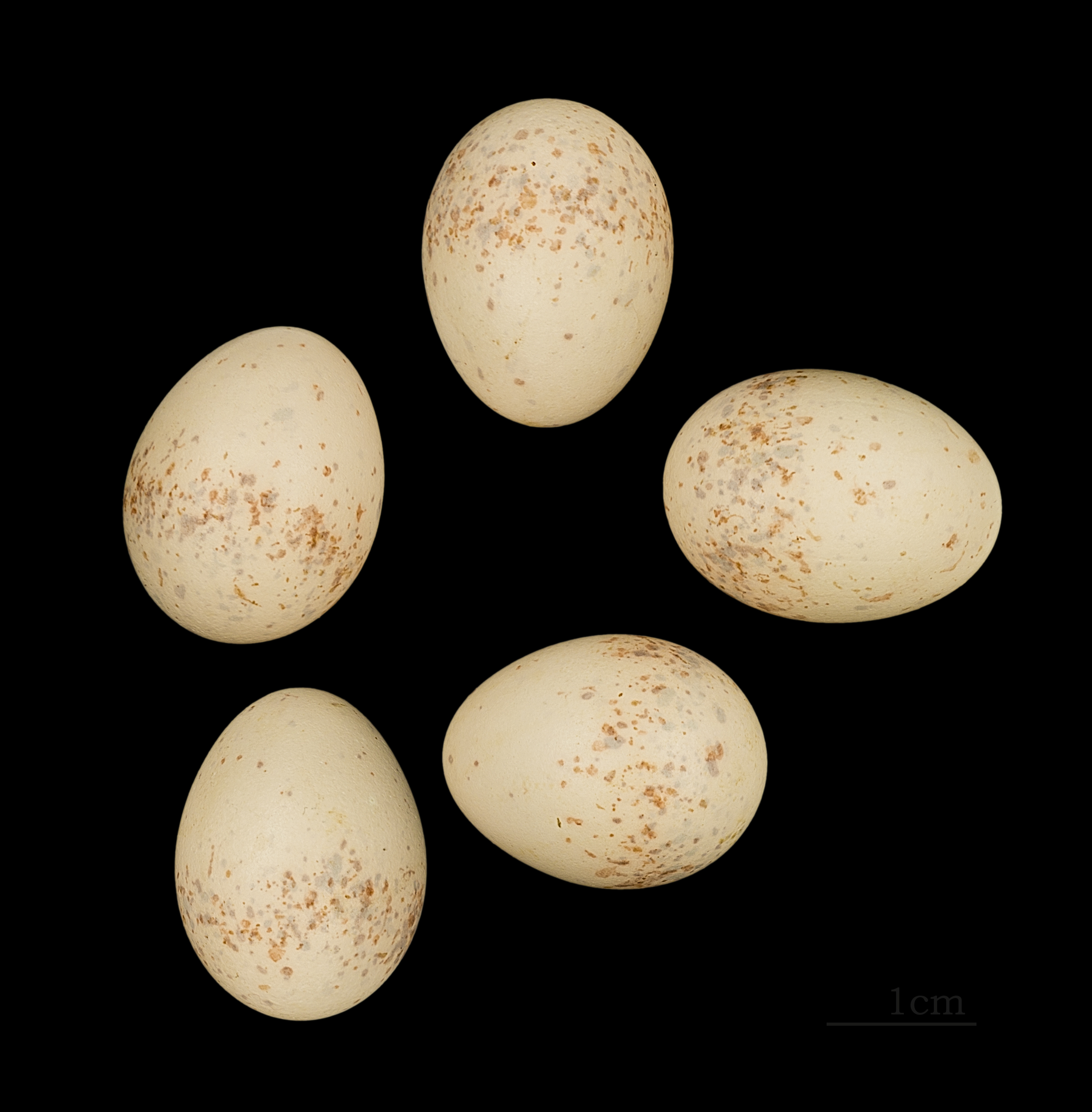
Uova al museo di storia naturale di Tolosa.

La nidificazione inizia piuttosto tardi, e di conseguenza ogni anno può essere allevata una sola nidiata. Come nell'averla piccola, i maschi arrivano generalmente sui territori di nidificazione qualche giorno prima delle femmine. Tuttavia, alcune osservazioni lasciano ipotizzare che certe coppie si siano già formate durante le soste effettuate lungo il viaggio di ritorno. Nella regione dell'Altai, le prime uova della sottospecie isabellinus vengono deposte solamente alla fine del mese di maggio.
Gli uccelli si riproducono a partire dal loro secondo anno di calendario. La parata nuziale vede il maschio danzare davanti alla femmina con il petto gonfio, mentre mette in mostra la mascera nera, le macchie bianche delle ali e il rosso vivo della coda sollevata e abbassata. Il sito di nidificazione viene scelto dal maschio. Il nido somiglia a quello dell'averla piccola. Viene costruito in un cespuglio o in arbusto a uno o due metri di altezza in media. Consiste in una coppa piuttosto voluminosa fatta di ramoscelli, steli, foglie e muschio, tappezzata internamente con erba secca ed elementi morbidi, come la lana di pecora.
Ogni covata è formata da 4 o 5 uova di colore blu-verde chiaro con macchie marroni. La femmina si dedica da sola alla cova per 13-17 giorni. I pulcini rimangono nel nido per 13-16 giorni e continuano a dipendere dai genitori per il primo mese successivo all'involo.

## Distribuzione e habitat

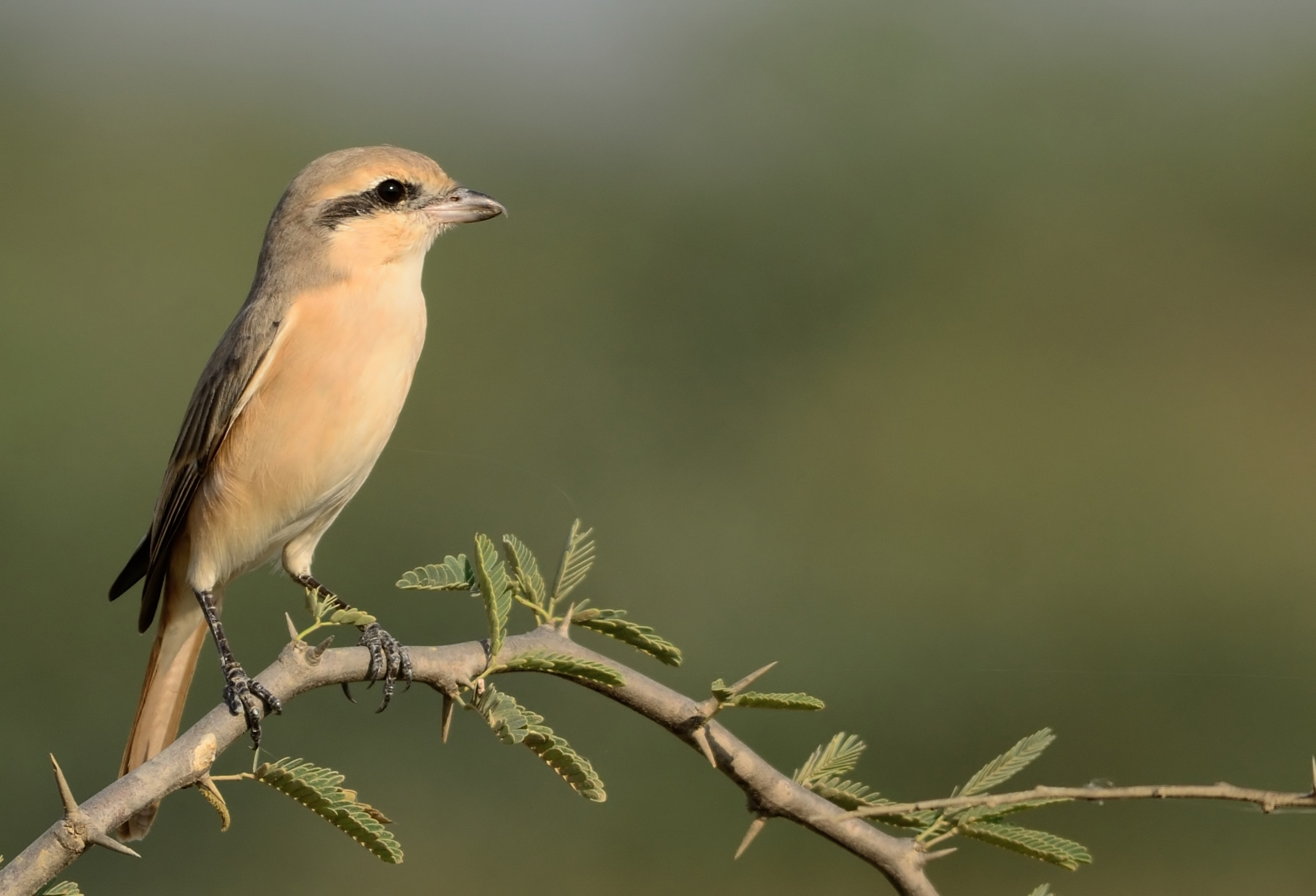
Maschio nel Rann di Kutch.

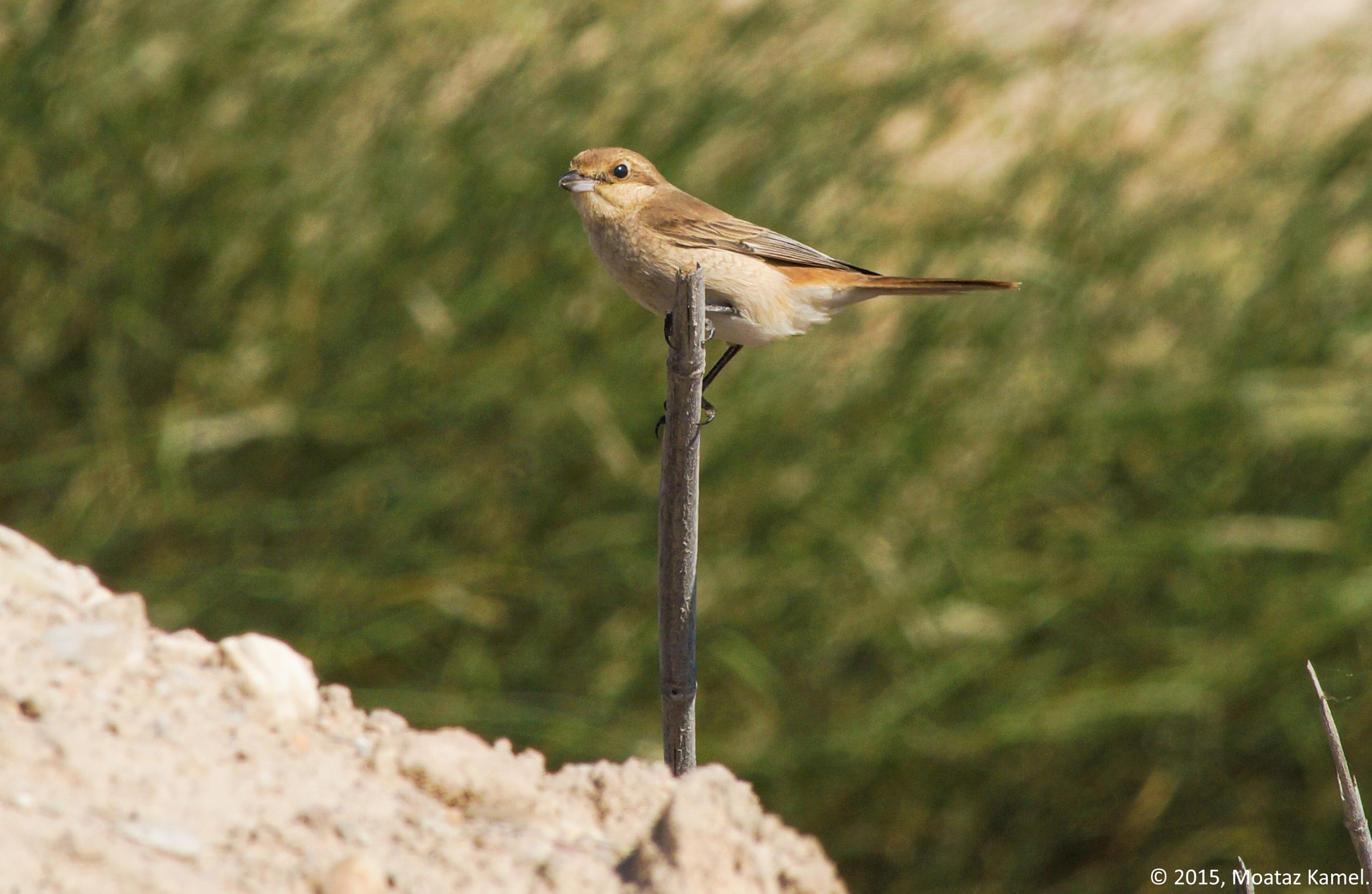
Esemplare in Qatar.

Nidifica in Mongolia, dal sud-est dell'Altai fino alla Transbaikalia russa a nord-est, spingendosi a sud fino al nord-est del Tien Shan e dello Xinjiang cinese. È una grande migratrice, che trascorre l'inverno boreale nella penisola arabica e nel nord-est dell'Africa. In Europa è specie accidentale, che può essere talvolta osservata in autunno negli stessi ambienti frequentati dall'averla piccola.
L'averla isabellina frequenta le zone cespugliose e arbustive relativamente aperte delle vallate, così come le zone ricoperte da cespugli di steppe aride e semideserti. In inverno, occupa ambienti pressoché identici, ma in genere più aridi, come margini dei terreni agricoli, pascoli, steppe semidesertiche, savane arbustive, ecc.

## Tassonomia
Ne vengono riconosciute tre sottospecie:
- Lanius isabellinus isabellinus Hemprich & Ehrenberg, 1833 - riproduttiva in Mongolia (fatta eccezione per le regioni nord-occidentali) e nelle regioni meridionali e orientali della Transbaikalia russa fino alle regioni nord-occidentali e settentrionali della Cina (Altai sud-orientali e versanti nord-orientali del Tien Shan, nello Xinjiang nord-orientale, e regioni orientali e centrali della Mongolia Interna), svernante soprattutto in Arabia e nell'Africa nord-orientale;
- Lanius isabellinus arenarius Blyth, 1846 - riproduttiva in Cina occidentale e centro-settentrionale dai versanti sud-orientali del Tien Shan e dal bacino del Tarim verso il Gansu nord-occidentale e la Mongolia Interna occidentale, a est, e il Ningxia, a sud, svernante soprattutto in Pakistan e nell'India settentrionale;
- Lanius isabellinus tsaidamensis Stegmann, 1930 - endemica del bacino del Qaidam, nel Qinghai settentrionale, svernante soprattutto in Pakistan e nell'India settentrionale:

Alcuni autori riconoscerebbero inoltre una sottospecie speculigerus, in genere sinonimizzata con la nominale. Le tre sottospecie formerebbero due cladi (uno comprendente la sottospecie nominale e un altro comprendente le restanti), da alcuni considerabili come specie a sé stanti.

La tassonomia della specie è stata recentemente soggetta a revisione: in base a confusione nella classificazione dei reperti, è emerso che l'esemplare utilizzato per la descrizione della sottospecie nominale appartiene in realtà alla sottospecie arenarius, mentre gli esemplari classificati alla summenzionata sottospecie speculigerus rappresentano in realtà gli esemplari tipo della sottospecie nominale.
L'averla isabellina fa parte di un gruppo di specie strettamente imparentate tra loro che comprende anche l'averla piccola e l'averla codirossa. Fino a poco tempo fa, quest'ultima veniva accorpata all'averla isabellina, mentre attualmente gli ornitologi le ritengono specie separate.